# Митинг за Истру и Далмацију у Нишу
Митинг за Истру и Далмацију у Нишу био је протестни збор против потписивања Лондонског споразума 26. априла 1915. године. Овај уговор који је српској Влади пао изузетно тешко, јер га је доживела као издају савезника, највероватније на иницијативу Франа Супила, који се тада по други пут налазио у у Нишу, организовала је поменути скуп.

## Предуслови
Током ратног затишја y првој половини 1915. године потписан је Лондонски уговор, између сила Антанте и Италије 26. априла 1915. а у вези са условима под којим ће Италија ући у рат. Овим уговором Италији су признати: 
- цела Истра,
- Далмација до рта Плоче,
- острва на истоку и западу Далмације.

Србији и Црној Гори по овом споразуму припало би:
- Приморје (од залива Волоско до северне границе Далмације са острвима Крк и Раб)
- обала од рта Плоча до Дрима.[2]

Након што је незванично сазнао за преговоре са Италијом, Никола Пашић је савезницима упутио ноте 6. и 27. априла, којима је изразио протест против преговора али и подвукао да ће оваквом политиком између две суседне државе настајати непријатељства уместо да се јака држава у којој би живели Јужни словени појави као чврст зид против германских претензија. Уз то је молио савезнике да нове државе не буду предмет трансакција на штету Срба, Хрвата и Словенаца, Европе и европског мира.
Поводом овог споразума  28. априла 1915. одржана је хитна седница, Српске владе и Народне скупштине, након што је српску владу обавестио о овом споразуму Франо Супило, један од оснивача Југословенског одбора, са седиштем најпре y Паризу, a затим y Лондону, који je y марту боравио y Петровграду, a крајем априла и почетком маја y Нишу.

## Место и време одржавања митинга
Митинг за Истру и Далмацију одржан је у Нишу 7. маја 1915. године Митинг је одржан у Официрском дому.

## Учесници
Митинг коме је присуствовало око 1.000 припадника јужнословенских народа, одржана је највероватније на иницијативу Франа Супила, а председништво су чинили: Иво Ћипико, М. Мартинц и Драготин Густинчић док су секретари били Јосип Миличић и Милостислав Бартулица.

## Резолуција
На митингу је донета резолуција у којој је наглашено 
| „ | потпуно и неодвојиво српско - хрватско – словеначко народно јединство и замољене су све силе које се боре за принцип народности да тај једнокрвни и нераздвојни народ сачувају од растрзања и отуђивања њихових земаља, те да омогуће Србији ослободилачку и културну мисију, што ће бити залога трајног мира у Европи. | ” |